# Torneo Femenino de la AsoGuayas 2024
El Campeonato Provincial de Fútbol Femenino del Guayas 2024 fue la 4.ª edición del Torneo Femenino de la AsoGuayas, perteneciente a la provincia de Guayas. El torneo fue organizado por la Asociación de Fútbol del Guayas (AFG) y avalado por la Federación Ecuatoriana de Fútbol. El torneo dio inicio el 8 de septiembre y finalizó el 13 de octubre. Participaron 4 clubes de fútbol y entregó al campeón y vicecampeón los cupos clasificatorios a los play-offs del Ascenso Nacional Femenino 2024, por el ascenso a la Superliga Femenina 2025. 
Todos los partidos se jugaron en el estadio Alejandro Ponce Noboa, de la ciudad de Guayaquil.
Búhos ULVR Fútbol Club logró coronarse por primera vez en su historia al derrotar en la final a Eléctricas por un marcador de 2–3. 

## Sistema de campeonato
El sistema determinado para esta edición por la Asociación de Fútbol del Guayas sera de la siguiente maneraː
- Primera fase: Juegan todos contra todos. Los equipos que estén ubicados entre los dos primeros lugares, jugarán la final.
- Final: Juegan una final única. En caso de empate en el tiempo reglamentario irán a tiempo extra. Si el empate se mantiene, el título se define a través de los tiros penales.

## Equipos participantes
En cursiva son clubes debutantes: 
| Equipos participantes | Equipos participantes |
| Cantón                | Equipos               |
| --------------------- | --------------------- |
| Guayaquil             | Eléctricas            |
| Guayaquil             | Guayaquil Fútbol Club |
| Guayaquil             | Club Atlético JBG     |
| Guayaquil             | Búhos ULVR            |

## Clasificación
| Pos. | Equipo          | Pts. | PJ | G | E | P | GF | GC | Dif. | Clasificación                                       |
| ---- | --------------- | ---- | -- | - | - | - | -- | -- | ---- | --------------------------------------------------- |
| 1    | Eléctricas      | 11   | 5  | 3 | 2 | 0 | 9  | 2  | +7   | Final y play-offs al Ascenso Nacional Femenino 2024 |
| 2    | Búhos ULVR      | 10   | 5  | 3 | 1 | 1 | 13 | 3  | +10  | Final y play-offs al Ascenso Nacional Femenino 2024 |
| 3    | Atlético JBG    | 4    | 5  | 1 | 1 | 3 | 7  | 9  | −2   |                                                     |
| 4    | Guayaquil F. C. | 3    | 5  | 1 | 0 | 4 | 4  | 19 | −15  |                                                     |

Actualizado a los partidos jugados el 2 de octubre de 2024.
 Fuente: AsoGuayas, RACJ Producciones y Futbol Femenino Ecuador
Criterios de clasificación: 1) Puntos; 2) Diferencia de goles; 3) Goles marcados

### Resultados
- Los horarios corresponden al huso horario de Ecuador: (UTC-5).

| Fecha 1      | Fecha 1   | Fecha 1         | Fecha 1               | Fecha 1         | Fecha 1 |
| Local        | Resultado | Visitante       | Estadio               | Fecha           | Hora    |
| ------------ | --------- | --------------- | --------------------- | --------------- | ------- |
| Atlético JBG | 2 - 0     | Guayaquil F. C. | Alejandro Ponce Noboa | 8 de septiembre | 11:30   |
| Eléctricas   | 2 - 1     | Búhos ULVR      | Alejandro Ponce Noboa | 8 de septiembre | 13:30   |

| Fecha 2    | Fecha 2   | Fecha 2         | Fecha 2               | Fecha 2          | Fecha 2 |
| Local      | Resultado | Visitante       | Estadio               | Fecha            | Hora    |
| ---------- | --------- | --------------- | --------------------- | ---------------- | ------- |
| Eléctricas | 2 - 0     | Atlético JBG    | Alejandro Ponce Noboa | 15 de septiembre | 11:15   |
| Búhos ULVR | 7 - 0     | Guayaquil F. C. | Alejandro Ponce Noboa | 15 de septiembre | 13:30   |

| Fecha 3         | Fecha 3   | Fecha 3    | Fecha 3               | Fecha 3          | Fecha 3 |
| Local           | Resultado | Visitante  | Estadio               | Fecha            | Hora    |
| --------------- | --------- | ---------- | --------------------- | ---------------- | ------- |
| Atlético JBG    | 1 - 2     | Búhos ULVR | Alejandro Ponce Noboa | 21 de septiembre | 11:15   |
| Guayaquil F. C. | 0 - 4     | Eléctricas | Alejandro Ponce Noboa | 22 de septiembre | 11:15   |

| Fecha 4         | Fecha 4   | Fecha 4      | Fecha 4               | Fecha 4          | Fecha 4 |
| Local           | Resultado | Visitante    | Estadio               | Fecha            | Hora    |
| --------------- | --------- | ------------ | --------------------- | ---------------- | ------- |
| Búhos ULVR      | 0 - 0     | Eléctricas   | Alejandro Ponce Noboa | 29 de septiembre | 9:00    |
| Guayaquil F. C. | 4 - 3     | Atlético JBG | Alejandro Ponce Noboa | 29 de septiembre | 13:30   |

| Fecha 5         | Fecha 5   | Fecha 5    | Fecha 5               | Fecha 5      | Fecha 5 |
| Local           | Resultado | Visitante  | Estadio               | Fecha        | Hora    |
| --------------- | --------- | ---------- | --------------------- | ------------ | ------- |
| Atlético JBG    | 1 - 1     | Eléctricas | Alejandro Ponce Noboa | 2 de octubre | 10:00   |
| Guayaquil F. C. | 0 - 3     | Búhos ULVR | Alejandro Ponce Noboa | 2 de octubre | 12:15   |

| Fecha 6    | Fecha 6   | Fecha 6         | Fecha 6        | Fecha 6        | Fecha 6        |
| Local      | Resultado | Visitante       | Estadio        | Fecha          | Hora           |
| ---------- | --------- | --------------- | -------------- | -------------- | -------------- |
| Búhos ULVR | -         | Atlético JBG    | No se programó | No se programó | No se programó |
| Eléctricas | -         | Guayaquil F. C. | No se programó | No se programó | No se programó |

### Final
| 13 de octubre de 2024, 11:15 | Eléctricas | 2:3     | Búhos ULVR | Estadio Alejandro Ponce Noboa, Guayaquil |  |
|                              |            | Reporte |            |                                          |  |

| Bandera de Guayaquil                                                                                       |
| Campeón Búhos ULVR Fútbol Club 1.er título Clasificado a los play-offs del Ascenso Nacional Femenino 2024. |

## Clasificados a los play-offs del Ascenso Nacional Femenino 2024
| Bandera de Guayaquil | Bandera de Guayaquil |
| Búhos ULVR           | C. S. Emelec         |
| Campeón              | Subcampeón           |
| 13/10/2024           | 13/10/2024           |